# Qualcomm

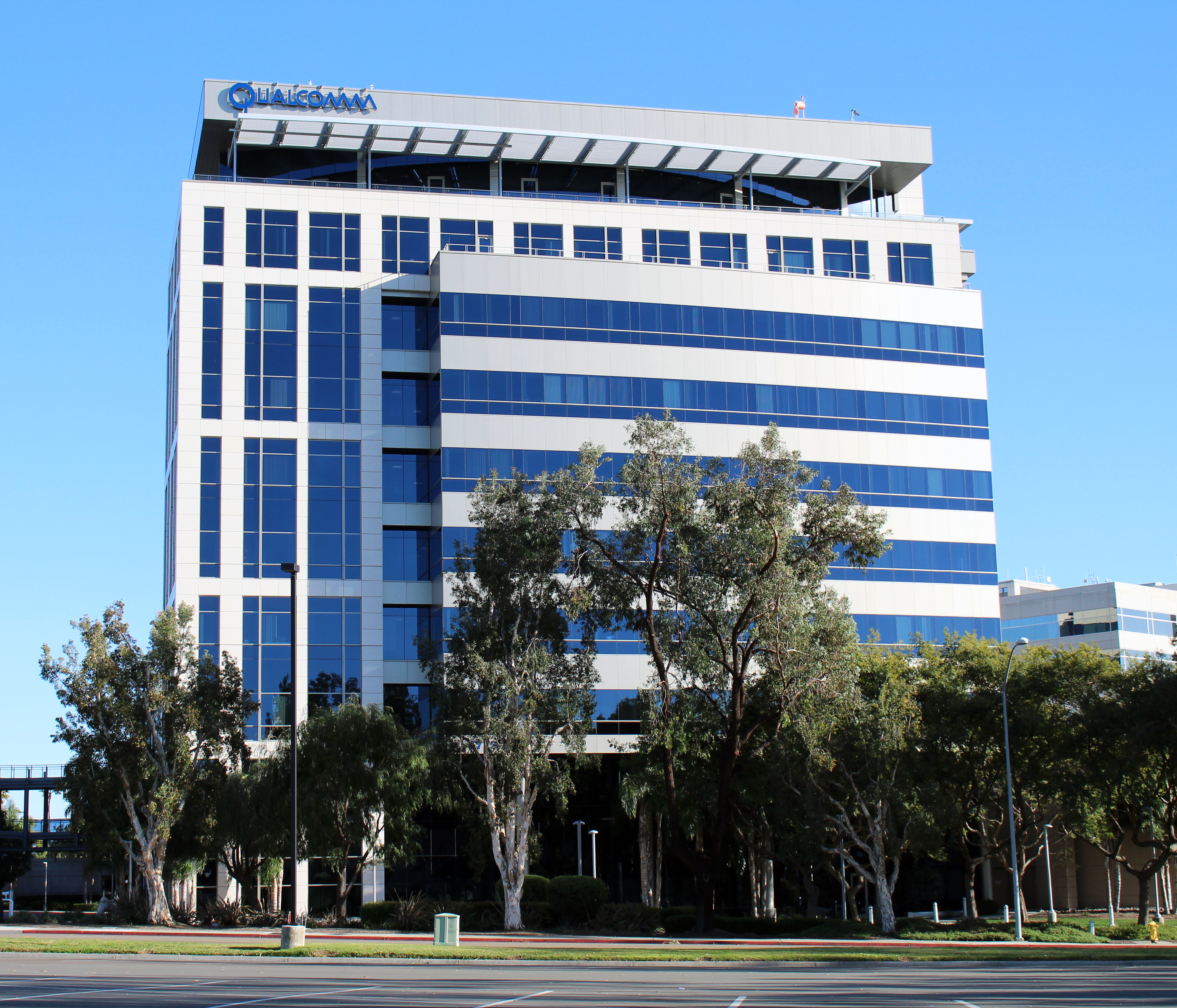
Qualcomm-Hauptsitz in San Diego

Qualcomm Incorporated ist ein US-amerikanischer Halbleiterhersteller und Anbieter von Produkten für Mobilfunkkommunikation mit Sitz in San Diego, Kalifornien. Qualcomm war 2021 nach Umsatz der fünftgrößte Halbleiterhersteller der Welt.
Qualcomm besitzt Produktionsstätten für Bandpassfilter (SAW/BAW) in München, Singapur und Wuxi.

## Geschichte
Qualcomm wurde 1985 von Irwin Jacobs und Andrew Viterbi gegründet, die 1969 schon die Firma Linkabit gegründet hatten. Aktueller CEO des Unternehmens ist Cristiano Amon.
Im Oktober 2016 gaben Qualcomm und NXP Semiconductors die einvernehmliche Bekanntmachung heraus, dass Qualcomm den niederländischen Chipproduzenten für rund 47 Mrd. US-Dollar übernehmen wolle, damit würde Qualcomm auch große eigene Fertigungsstätten besitzen. Im Juni 2018 gab Qualcomm seine Übernahmebemühungen auf. Gleichzeitig kündigte Qualcomm den Start eines Aktienrückkaufprogramms mit einem Volumen von 30 Milliarden Dollar an.
Anfang 2021 hat Qualcomm für 1,4 Milliarden US-Dollar das Start-up Nuvia übernommen.
In den Folgejahren hat Qualcomm erfolgreich seine Position im Automobilmarkt ausgebaut. Vor allem durch die Übernahme des schwedischen Zulieferers Veoneer gelang dem Halbleiterhersteller ein wichtiger Schritt. Der Kauf sorgte für Schlagzeilen, da Veoneer bereits mit Magna eine Vereinbarung getroffen hatte. Qualcomm zahlte 37 US-Dollar pro Veoneer-Aktie, also etwa 4,5 Milliarden Dollar. Magna hatte lediglich 31,20 US-Dollar geboten. Der Halbleiterhersteller musste zusätzlich eine Vertragsverletzungsstrafe in Höhe von 110 Millionen US-Dollar an Magna zahlen.
Durch die Übernahme von Veoneers kann Qualcomm nun Software und Hardware für Fahrerassistenzsysteme für die Automobilindustrie anbieten. Dem vorausgegangen war bereits eine Kooperation mit Veoneer. Gemeinsam wurde die Marke Arriver gegründet, unter der Software für solche Assistenzsysteme und für das automatisierte Fahren angeboten werden.

## Monopolstellung
Qualcomm besitzt eine annähernde Monopolstellung bei Baseband-Prozessoren für Smartphones. Dies führte zu mehreren Rechtsstreitigkeiten mit Behörden und Unternehmen.

### Kartellbehörden
Mehrere Kartellämter, darunter die FTC, werfen dem Unternehmen unfairen Wettbewerb vor. Qualcomm soll Lizenzgebühren erhoben haben, die über dem FRAND-Maßstab lagen, und weitreichende Lizenzbedingungen verlangen. Zur Durchsetzung seiner Bedingungen soll Qualcomm mit dem Abbruch von Lieferungen gedroht haben.
Die Volksrepublik China verhängte 2015 gegen Qualcomm eine Strafe von umgerechnet 882 Mio. Euro, die Qualcomm akzeptierte.
Die südkoreanische Kartellbehörde, Korea Fair Trade Commission (KFTC), belegte Qualcomm mit einer Strafzahlung von 814 Mio. Euro. Sie warf Qualcomm vor, „Patente nur an Smartphone-Hersteller lizenziert, auf angemessene Verhandlung der Lizenzbedingungen verzichtet und andere Hersteller für die Nutzung von deren Patenten nicht fair bezahlt“, sowie Kunden genötigt zu haben, „parallel zum Einkauf von Chips auch Patentlizenzierungsabkommen zu unterzeichnen.“ Hiergegen kündigte Qualcomm Rechtsmittel an. Apple unterstützte die Ermittlungen der KFTC, was einen jahrelangen und bis heute andauernden Rechtsstreit zwischen Apple und Qualcomm auslöste.
Im Januar 2018 verhängte die EU-Kommission gegen Qualcomm eine Buße in Höhe von 997 Millionen Euro (4,9 % des Jahresumsatzes 2017) wegen Missbrauchs seiner Marktmacht. Wettbewerber seien in rechtswidriger Weise mehr als fünf Jahre lang vom Markt für LTE-Baseband-Chipsätze ausgeschlossen worden, indem Preisnachlässe für Apple mit der Bedingung verknüpft wurden, dass in sämtlichen iPhone- und iPad-Geräten ausschließlich Chipsätze von Qualcomm verwendet werden. Qualcomm kündigte am 24. Januar 2018 an, hiergegen Berufung vor dem Gericht der Europäischen Union einzulegen.
Im Mai 2019 urteilte ein United States District Court, dass Qualcomm gegen den Federal Trade Commission Act verstoßen hat. Das Gericht verfügte, Qualcomm dürfe Käufer von Chips nicht mehr zu Lizenzierung von Patenten verpflichten, keine Exklusivverträge mit Unternehmen wie beispielsweise Apple schließen und sich nicht mehr weigern, Patentlizenzen nach den FRAND-Prinzipien zu vergeben. Qualcomm kündigte an, in Berufung zu gehen.
Im Juli 2019 belegte die EU-Kommission Qualcomm mit einer Buße in Höhe von 242 Millionen Euro. Das Unternehmen habe seine marktbeherrschende Stellung bei 3G-Baseband-Chipsätzen missbraucht, indem es mit Dumpingpreisen den Konkurrenten Icera vom Markt verdrängte.

### Rechtsstreit mit Apple
Seit dem Beginn des Jahres 2017 befinden sich Qualcomm und Apple in einem weltweiten Rechtsstreit. Apple verklagte im Januar 2017 Qualcomm auf Zahlung von einer Milliarde Euro wegen überhöhter Lizenzgebühren und zurückbehaltener Rabatte. Qualcomm wiederum verklagte Apple daraufhin weltweit wegen Verletzung seiner Patente.
Der Hintergrund des Rechtsstreits ist Folgender: Apple bezieht Mikrochips nicht direkt von Qualcomm, sondern über Produktionspartner in China. Diese bezahlen Lizenzgebühren an Qualcomm, die sie Apple wiederum in Rechnung stellen. Apple wiederum zahlt ebenfalls (zusätzlich zu den Produktionspartnern) Lizenzgebühren an Qualcomm. Diese beziehen sich auf die Endprodukte. Hinsichtlich dieser Lizenzgebühren, die Apple an Qualcomm zahlt, gewährt Qualcomm Apple Rabatte hinsichtlich der Verkäufe Qualcomms an die Produktionspartner Apples. Nach der Vertragsbeziehung können die Rabatte im Falle von Rechtsstreitigkeiten zwischen Apple und Qualcomm entfallen. Als die südkoreanische Kartellbehörde gegen Qualcomm ermittelte, unterstützte Apple diese. Daraufhin behielt Qualcomm die Rabatte zurück. Apple verklagte im Januar 2017 Qualcomm auf Zahlung der Rabatte und Rückzahlung der Lizenzgebühren. Apple wirft Qualcomm überhöhte Lizenzgebühren und die Zurückbehaltung der Rabatte vor, sowie an den Verkäufen und Lizenzgebühren doppelt zu verdienen. Im März 2019 urteilte ein kalifornisches Gericht, dass die Forderung Apples gegen Qualcomm bestehe und in Höhe von einer Milliarde Euro weiterhin offen sei.
Qualcomm verklagte wiederum Apple weltweit wegen illegaler Nutzung seiner Patente, darunter auch in Deutschland. Am 20. Dezember 2018 erwirkte Qualcomm vor dem Landgericht München gegen Apple ein Verkaufsverbot für das iPhone 7, das iPhone 8 und das iPhone X in Deutschland wegen Verletzung eines Europäischen Patents zur Stromversorgung für elektrische Verstärker. Qualcomm löste dieses vorläufig vollstreckbare Verkaufsverbot am 3. Januar 2019 durch Hinterlegung einer Sicherheitsleistung in Höhe von 1,34 Milliarden Euro aus. Fünf weitere Klagen Qualcomms gegen Apple wegen Patentrechtsverletzungen, darunter vier Klagen zu Spotlight & Suchen und Siri, wies das Landgericht München ab. Eine weitere Klage wegen Patentrechtsverletzung wies das Landgericht Mannheim ab. Am 27. März 2019 wurde bekannt, dass im Rahmen eines weiteren Patentrechtsstreits Apple ein Verkaufsverbot einiger iPhones in den USA drohen könnte.

## Zahlen
| Jahr | Umsatz in Mrd. US-$ | Bilanzgewinn in Mrd. US-$ | Angestellte |
| ---- | ------------------- | ------------------------- | ----------- |
| 2005 | 5,673               | 2,143                     | 9.300       |
| 2006 | 7,526               | 2,470                     | 11.200      |
| 2007 | 8,871               | 3,303                     | 12.800      |
| 2008 | 11,142              | 3,160                     | 15.400      |
| 2009 | 10,387              | 1,592                     | 16.100      |
| 2010 | 10,982              | 3,247                     | 17.500      |
| 2011 | 14,957              | 4,260                     | 21.200      |
| 2012 | 19,121              | 6,109                     | 26.600      |
| 2013 | 24,866              | 6,853                     | 31.000      |
| 2014 | 26,487              | 7,967                     | 31.300      |
| 2015 | 25,281              | 5,271                     | 33.000      |
| 2016 | 23,554              | 5,705                     | 30.500      |
| 2017 | 22,291              | 2,466                     | 33.800      |
| 2018 | 22,611              | −4,964                    | 35.400      |
| 2019 | 24,273              | 4,386                     | 37.000      |
| 2020 | 23,531              | 5,198                     | 41.000      |
| 2021 | 33,566              | 9,043                     | 45.000      |
| 2022 | 44,200              | 12,936                    | 51.000      |
| 2023 | 35,820              | 7,232                     | 50.000      |
| 2024 | 38,962              | 10,142                    | 49.000      |

## Produkte

### Prozessoren

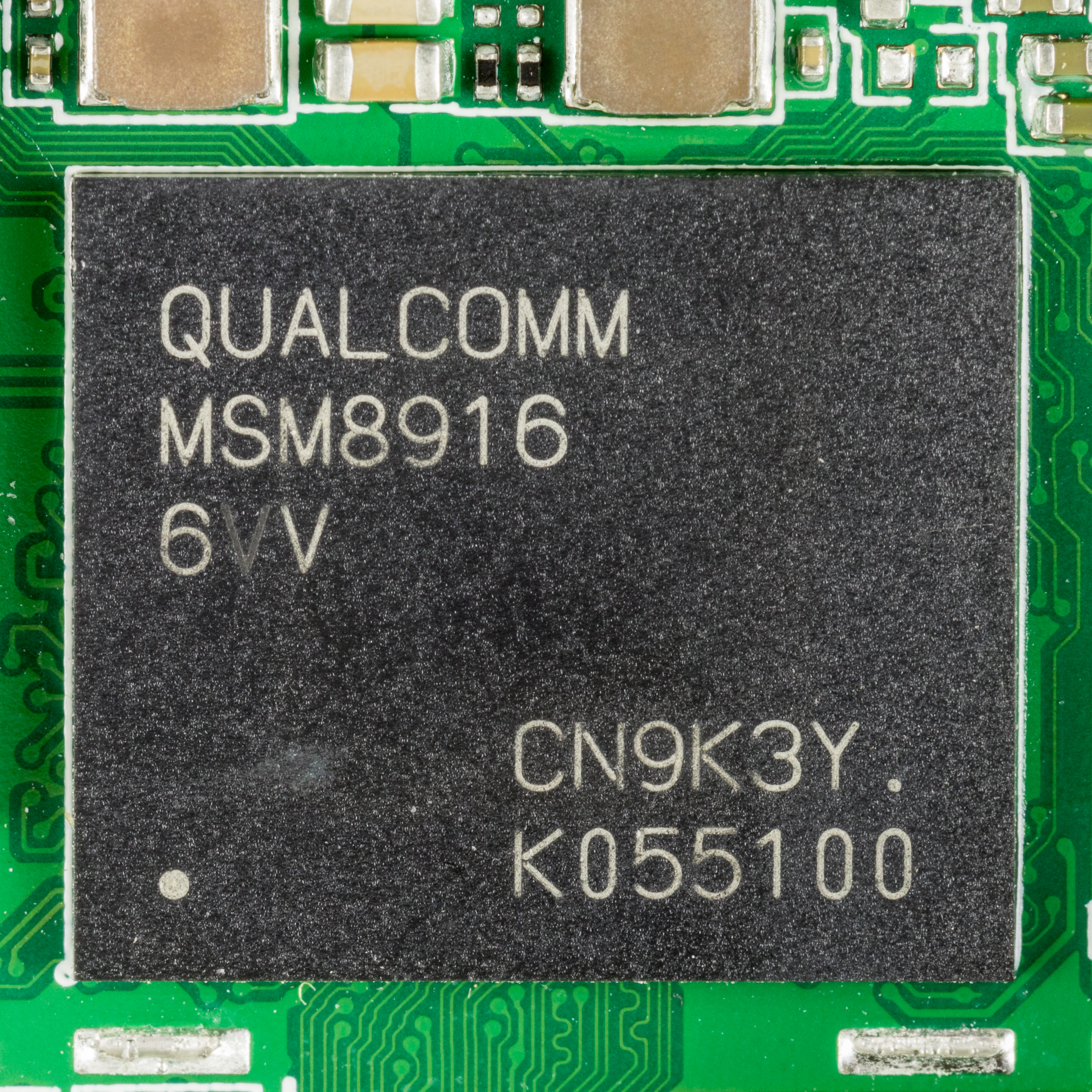
Snapdragon von Qualcomm

Für Mobiltelefone und Tablet-Computer hat Qualcomm die SoCs der Snapdragon-Reihe entwickelt. Die Prozessoren werden unter anderem beim taiwanischen Auftragsfertiger TSMC hergestellt. Als eine von drei Firmen entwickelte Qualcomm auch einen auf der ARM-Architektur basierenden Serverprozessor, den Centriq 2400.

### Mobilfunk
Qualcomm entwickelte eine Digitalmobilfunktechnologie, basierend auf CDMA; die erste Version wurde standardisiert als IS-95. Es hat seit seiner Entwicklung neuere Variationen mit demselben Schema gegeben, wie IS-2000 und 1x-EVDO.
Qualcomm stellte ehemals CDMA2000-Mobiltelefone und Funkstationen her.
Qualcomm verkaufte sein Funkstationengeschäft an Ericsson und seine Mobilfunkherstellung an Kyocera und fokussiert sich heute auf das Entwickeln und das Lizenzieren von drahtlosen Technologien und verkauft ASICs, die diese implementieren.

### Drahtlose Kommunikation (Kurzstrecke)
Durch die Übernahme von Atheros eignete sich Qualcomm einen führenden Entwickler von WLAN-Chips an, der auch Chips für andere Funkanwendungen wie Bluetooth und GPS entwickelte. 2014 kaufte Qualcomm das britische Unternehmen Cambridge Silicon Radio (CSR), einen ehemals führenden Anbieter für Bluetooth-Chips. Durch diesen Kauf erhielt Qualcomm das Know-how und die bestehenden Vertriebskanäle von CSR. CSR hatte im Jahr 2009 die Firma SiRF übernommen, einen ehemals führenden Hersteller von Chipsätzen für GPS-Empfänger. Dadurch wurde Qualcomm auch zu einem führenden Anbieter von GPS-Chipsätzen.

### OmniTRACS
Qualcomms erste Produkte sind das OmniTRACS-Satellitenkommunikations- und Ortungssystem, das von Speditionsunternehmen genutzt wird und anderen, die digitale Radiokommunikation brauchen. Man braucht dazu einen Viterbi-Dekoder.
In Europa wird das System unter dem Namen EutelTRACS vermarktet, sendet auf einer Frequenz von 10 bis 14 GHz und ist seit 1991 in Betrieb.
Die Firma Omnitracs wurde 2013 an Vista Equity Partners verkauft. Das europäische Geschäft wurde 2014 von Astrata erworben.

### Projekte
Andere Qualcomm-Projekte umfassen die Entwicklung des Globalstar-Satellitensystems (ein Joint Venture mit Loral Space & Communications) und ein Joint Venture im Bereich Digitalkinematographie mit Technicolor.
Qualcomm entwickelte BREW (Binary Runtime Environment for Wireless) als eine Plattform für Telefone. Qualcomm betreute das mittlerweile eingestellte E-Mail-Programm Eudora.
2009 gründete Qualcomm das Tochterunternehmen Qualcomm Innovation Center (QuIC) für die Entwicklung von quelloffener Software für Mobilfunk.
Qualcomm gehört zu den ersten Hauptmitgliedern der FIDO-Allianz, die seit 2013 den Industriestandard Universal Second Factor (U2F) für eine allgemein anwendbare Zwei-Faktor-Authentifizierung entwickelt hat.

### Sonstige
- Real-Time Executive (REX)

### Automobilindustrie

#### Fahrerassistenzsysteme/automatisiertes Fahren
Qualcomm ist durch die Übernahme von Veoneer ein Zulieferer von Software für Fahrerassistenzsysteme geworden. Zudem arbeitet man an Systemen zum automatisierten und autonomen Fahren. Ein wichtiger Kunde von Veoneer war beispielsweise Mercedes-Benz. Die Stuttgarter setzten Software und Radar-Sensoren von Veoneer für einzelne Funktionen der Assistenzsysteme der S-Klasse (2020) ein.
Ende 2021 gab BMW bekannt, dass Qualcomm wichtige Komponenten für die Assistenzsysteme des Automobilherstellers liefern werde. Darunter Software zur Bildverarbeitung, ein Computer-Vision-SoC und ein zentrales Steuergerät. Als SoC kommt der Snapdragon-Chipsatz von Qualcomm zum Einsatz.
Auch Ferrari will die Snapdragon-Technik künftig einsetzen.

#### Automotive Betriebssystem
Gemeinsam mit Opensynergy und Google arbeitet Qualcomm an einer Referenzplattform für ein Automotive Betriebssystem. Der Halbleiterhersteller liefert dafür ein System-on-a-Chip (SoC). Beispielsweise für Kombiinstrumente oder Head-up-Displays soll dieses Android Automotive OS (Operating System) eingesetzt werden.

## Sponsoring

Logo des Snapdragon Stadium

2021 wurde Qualcomm Namenssponsor des Snapdragon Stadium, eines College-Football- und Fußballstadions in der US-amerikanischen Stadt San Diego im Bundesstaat Kalifornien.